# Wotan (Pulung)
Wotan is een bestuurslaag in het regentschap Ponorogo van de provincie Oost-Java, Indonesië. Wotan telt 2166 inwoners (volkstelling 2010).